# Malcolm Nokes
Malcolm Nokes (Reino Unido, 20 de mayo de 1897-22 de noviembre de 1986) fue un atleta británico, especialista en la prueba de lanzamiento de martillo en la que llegó a ser medallista de bronce olímpico en 1924.

## Carrera deportiva
En los JJ. OO. de París 1924 ganó la medalla de bronce en el lanzamiento de martillo, llegando hasta los 48.875 metros, siendo superado por los estadounidenses Frederick Tootell (oro con 53.285 m) y Matthew McGrath (plata).